# Kalanchoe tuberosa
Kalanchoe tuberosa är en fetbladsväxtart som beskrevs av Joseph Marie Henry Alfred Perrier de la Bâthie. Kalanchoe tuberosa ingår i släktet Kalanchoe och familjen fetbladsväxter. Inga underarter finns listade i Catalogue of Life.